# Didi Abouli
Le Didi Abouli est le plus haut sommet transcaucasien de la Géorgie. La montagne est située dans la chaîne d'Aboul-Samsari et s'élève à près de 3 300 mètres d'altitude. La montagne est située non loin de la frontière avec l'Arménie.